# Spiel im Spiel (Film)
Spiel im Spiel ist ein deutsches Stummfilm-Lustspiel aus dem Jahre 1916 von Emmerich Hanus mit Friedrich Zelnik in der männlichen Hauptrolle. An seiner Seite übernahmen Erika Glässner und Rosa Valetti die weiblichen Hauptrollen.

## Handlung
Die dralle Baronesse Cornelia von Mühlendorf befindet sich mit ihrer ältlich-verhärmten Tante Walpurga auf Besuch bei der Gräfin Rothenau. Cornelia bekommt mit, wie die Gräfin über einen Brief ihres Neffen Egon, den sie scherzhaft einen „Verbrecher“ nennt, spottet, da dieser sie wieder einmal um Geld bittet. Diesen „Verbrecher“ würde Cornelia ganz gern einmal kennen lernen, scheint dieser junge Mann doch eine ganz interessante Person zu sein. Und so lädt dessen Tantchen den offensichtlich notorisch blanken Neffen kurzerhand zu sich ein mit der Bemerkung, dass sich hier jemand für ihn interessiere, und dies seine eine bezaubernde, ansehnliche junge Frau, die Baronesse von Mühlendorf. Egon ist jedoch entsetzt, als er bei der Ankunft als erstes im gräflichen Garten die unansehnliche Walpurga entdeckt. In der Annahme, dass diese „alte Schachtel“ Gräfin Rothenaus angepriesener Besuch sein müsse, ergreift Graf Egon das Hasenpanier und reitet fluchtartig davon. Bei sich daheim, schreibt Egon Tantchen einen geharnischten Brief, in dem er sich über die „Vogelscheuche“ echauffiert, die ihm seine Tante schmackhaft zu machen versuche. Cornelia bekommt von diesem Schreiben mit und ist erbost, von dem Fremden derart abfällig bezeichnet worden zu sein. Als sie aber sieht, dass ihre Tante Walpurga inniglich ein Foto Egons küsst, wird ihr klar, dass er sie bei seiner Ankunft gesehen haben muss.
Unmittelbar darauf macht der bekannte Filmregisseur Anton Celluloidski Gräfin Rothenau seine Aufwartung. Er möchte hier vor Ort einen Film mit karitativer Auswertung drehen und bittet bei den Aristokraten um deren Mitwirkung. Cornelia überkommt dabei eine launige Idee: Wie wär‘s denn, wenn man sie in ihren Szenen mit Graf Egon zusammenbringen könnte? Um nicht gleich aufzufliegen, wolle sie sich das Darstellerpseudonym „Wormser“ zulegen. Celluloidski ist dazu bereit, und schon nach der ersten Begegnung mit „Frl. Wormser“ ist Graf Egon derartig entzückt, dass sein Herz lichterloh brennt. Nur als er am Set plötzlich wieder Tante Walpurga sichtet, ergreift ihn erneut die Panik, und er macht sich aus dem Staub. Da Tante Walpurga mit dem Part der „komischen Alten“ bedacht wird, ist sie sauer und schiebt gleich bei der nächsten Szene eine angebliche Unpässlichkeit vor. Das Ende der Dreharbeiten ist gekommen, und die Premiere im Rahmen einer Wohltätigkeitsveranstaltung findet statt. Der Film ist ein voller Erfolg, und die beiden Hauptdarsteller, Graf Egon und „Fräulein Wormser“, treten nun vor Gräfin Rothenau. Egon sagt ihr, dass er sich beim Spiel im Spiel in seine Filmpartnerin „Frl. Wormser“ verliebt habe und daher nicht die Baronin Mühlendorf zu heiraten gedenke. Wütend erklärt Walpurga ihrer Nichte, dass Egon sie „Vogelscheuche“ genannt habe. Als herauskommt, dass die Beschimpfung auf sie, die Tante, gemünzt gewesen war und Cornelia gleichfalls eine Mühlendorf ist, klärt sich diese Irritation rasch auf. Während sich Egon und Cornelia in den Armen liegen, stapft Tante Walpurga wütend und beleidigt davon.

## Produktionsnotizen
Spiel im Spiel entstand im Frühjahr 1916 im Eiko-Film-Atelier in Berlin-Marienfelde, passierte die Zensur im April desselben Jahres und wurde am 26. Mai 1916 im Tauentzienpalast uraufgeführt. Der Dreiakter besaß in seiner österreichischen Fassung eine Länge von etwa 1370 bis 1380 Meter. 

## Kritiken
In der Kinematographischen Rundschau heißt es: „Ein unterhaltender Film, in dessen an und für sich recht heiteren Handlung eine Fülle lustiger kleiner Nebenepisoden eingeflochten ist. Ganz originell und gelungen ist der Gedanke, zwei junge Menschenkinder durch Mitwirkung an einem Filmspiel zusammenzuführen. Photographie und das gute Spiel sämtlicher darstellender Kräfte, in erster Linie Friedrich Zelniks, sind weitere Vorzüge dieses Films.“
Die Wiener Allgemeine Zeitung schrieb: „Es ist ein harmloses Stück von angenehmer Unterhaltung, das in der gegenwärtigen Notstandslage des Kinoprogramms als „Neuheit“ gefeiert zu werden verdient … (…) Ein Film im Film, wobei aber die Autoren an die Aufnahmsfähigkeit des Kinogastes seine schweren Anforderungen stellen. Die Darstellung hat es ebenso leicht, die Wirkung des Films ist ruhig und behaglich, im Ganzen ein Stück, das man jedem anempfehlen kann.“